# Intruz (film 2013)
Intruz (ang. The Host) – amerykański thriller z gatunku science fiction z 2013 roku oparty na scenariuszu i reżyserii Andrew Niccola oraz powstały na podstawie powieści Stephenie Meyer Intruz. Wyprodukowany przez Open Road Films, Universal Pictures, ChockStone Pictures i ShowMaker Works. W filmie występują Saoirse Ronan, Max Irons, Jake Abel, William Hurt i Diane Kruger.
Premiera filmu miała miejsce 29 marca 2013 roku w Stanach Zjednoczonych. W Polsce premiera filmu odbyła się 5 kwietnia 2013 roku.

## Opis fabuły
Ziemią przyszłości rządzą przybysze z kosmosu. Pozbawione uczuć „dusze” opanowują ciała i umysły większości ludzi, reszta ukrywa się przed intruzami. 21-letnia Melanie także zostaje schwytana, a wewnątrz niej zamieszkuje Wagabunda – „dusza”, która chce dowiedzieć się, ilu zostało ziemskich buntowników. Melanie nie poddaje się bez walki, a Wagabunda zaczyna odczuwać emocje.

## Obsada
- Saoirse Ronan jako Melanie Stryder / Wanda[4]
- Max Irons jako Jared Howe[5]
- Jake Abel jako Ian O'Shea[5]
- Frances Fisher jako Maggie Stryder[6]
- Chandler Canterbury jako Jamie Stryder[7]
- Diane Kruger jako Łowczyni / Lacey[8]
- William Hurt jako Jebediah "Jeb" Stryder
- Boyd Holbrook jako Kyle O'Shea[7]
- Scott Lawrence jako Doc
- Shawn Carter Peterson jako Wes
- Lee Hardee jako Aaron[9]
- Phil Austin jako Charles
- Raeden Greer jako Lily
- J.D. Evermore jako Trevor Stryder
- Mustafa Harris jako Brandt
- Bokeem Woodbine jako Nate

i inni